# Mobile (fiume)
Il Mobile è un fiume degli Stati Uniti che scorre nello Stato dell'Alabama.

## Percorso
Il fiume ha origine nei pressi del confine tra le contee di Mobile e di Baldwin, alla confluenza dei fiumi Tombigbee ed Alabama. Il fiume Tensaw, ha origine dalla stessa confluenza e scorre parallelamente al Mobile ad una distanza che va da 3 ad 8 km massimo, per poi sfociare anch'esso nella baia di Mobile, presso l'omonima città.
Il fiume rappresenta il tratto terminale di un bacino molto vasto che occupa gran parte della superficie dello Stato dell'Alabama e parti meno rilevanti dei confinanti stati del Mississippi e Georgia.

## Viadotti e ponti
Il Mobile ha direzione nord-sud ed è attraversato da diversi ponti e tunnel, specie nella parte più a sud, nei pressi della città di Mobile, dove, tra le altre, corre la strada interstatale Interstate 10.